# Iemelivka, Huseatîn
Iemelivka (în ucraineană Ємелівка) este un sat în comuna Kotivka din raionul Huseatîn, regiunea Ternopil, Ucraina.

## Demografie
Componența lingvistică a localității Iemelivka
     Ucraineană (100%)
Conform recensământului din 2001, toată populația localității Iemelivka era vorbitoare de ucraineană (100%).